# Kovács Kati és a Locomotiv GT
A Kovács Kati és a Locomotiv GT Kovács Kati harmadik nagylemeze, aranylemez lett. Ez az egyik legismertebb albuma, gyakran Rock and roller címmel is szokták emlegetni, de ezzel a címmel csak két évvel később jelent meg egy kazettaválogatás a két, LGT-vel közösen készült nagylemez anyagából. 2011-ben az az MR2-Petőfi Rádió sorolta a  magyar könnyűzene 30 legfontosabb albumai közé, mely ma már egyáltalán nem játssza az énekesnő dalait.

## Történet
A lemez készítésére Erdős Péter ötlete alapján a Magyar Hanglemezgyártó Vállalat kérte fel a zenekart és az akkoriban, nagyrészt külföldi munkák miatt itthon valamelyest háttérbe került énekesnőt. A lemez óriási siker volt, és egy csapásra visszahozta Katit a könnyűzenei élet élvonalába, s ott is maradt még jó néhány évig.
A Kovács Kati és a Locomotiv GT című album 1974 márciusában jelent meg bakelit nagylemezen. A lemez több dalát később az LGT is feldolgozta angol vagy magyar nyelven. (Szólj rám, ha hangosan énekelek, Várlak, Tanítsd meg a gyerekeket, Szabad vagyok, Az eső és én)
A Szólj rám, ha hangosan énekelek c. dal úgy született, hogy mikor az énekesnő a lemez szövegírójának, Adamis Annának a hatodik emeleti lakásán próbált a LGT-vel, megkérte a zenekar tagjait, hogy szóljanak rá, ha hangosan énekel, nehogy zavarja a szomszédokat.  A dalt 1994-ben Hevesi Tamás dolgozta fel, legújabban pedig az Egyesült Államokban breaktánc bemutatókon táncolnak rá a tengerentúli fiatalok. ,  (5:12 – 5:55)
A Rock and roller c. dalt az énekesnő egy televíziós nyilatkozata szerint eredetileg nem rekedt, hanem normál énekhangon énekelte fel, de a saját ötlete volt, amikor már minden dalt felvettek, hogy hadd próbálja meg rekedt hangon is előadni. Azonban ennek az volt az ára, hogy az eredeti felvételt le kellett törölni. Így maradt meg a rekedt változat, s vált ismertté és népszerűvé, mondhatni az énekesnő védjegyévé.
A Várlak c. bluesban hallható Barta Tamás legendássá vált gitárszólója.
A Várlak c. dal érdekessége, hogy Rúzsa Magdit ez a dal ihlette a 2007-es Eurovíziós Dalfesztiválon előadott Aprócska blues (Unsubstantial Blues) megírására.

## Újrakiadások
1983: LP, 1994: CD (mint Adamis Anna szerzői lemeze), MC. Mindhárom kiadás más-más borítóval jelent meg. Az 1994-es kiadás címe: „Kovács Kati – Locomotiv GT – Adamis Anna”.

## Élő előadások
Kovács Kati a teljes Locomotiv GT kíséretében közönség előtt mindössze egyszer lépett fel: 1979 áprilisában, Presser Gábornak a Magyar Rádióban megrendezett ún. szerzői estjén. Itt három dalt adtak elő közösen: Szólj rám, ha hangosan énekelek, Várlak, Rock and roller.
A zenekar egyes tagjai az alábbi eseményeken léptek fel az énekesnővel:
- Presser Gábor:
  - 1980. december: Pop-Meccs Gála (Ha a dobos megengedné, Rock and roller)
  - 2012. augusztus: Sziget Fesztivál, Csík Zenekar (Rock and roller)
- Karácsony János:
  - 1977. július: Metronóm ’77 Gála (El ne hagyd magad)
  - 1986. december: Sportsegély koncert (Kérlek, fogadd el)

## Feldolgozások
A Rock and roller c. dalt 1992-ben Szulák Andrea, a Szólj rám, ha hangosan énekelek c. dalt 1994-ben Hevesi Tamás dolgozta fel.
Ugyanezt a két dalt az énekesnő leegyszerűsített és lerövidített, egyszerű szintetizátoros kísérettel adta elő a 2000-ben kiadott Kincses sziget c. CD-jén. Ez a két dal rendszeresen szerepel az énekesnő koncertprogramjában. A lemezről e két dalon kívül még az alábbi dalok hangzottak el nagyobb koncerteken:
- 1995: Jubileumi koncert a Budai Parkszínpadon: Maradj még, Várlak, Tanítsd meg a gyerekeket, Szendvicsfiú, Az eső és én
- 2007, 2008: Zenekaros nagykoncertek a Művészetek Palotájában: Várlak, Tanítsd meg a gyerekeket, Az eső és én
- 2009: Klubkoncert a Qualitons együttessel az A38-ban: Várlak, Az eső és én
- 2013 őszi/2014 tavaszi zenekaros koncert turné: Várlak, Az eső és én, Szólj rám, ha hangosan énekelek, El ne hagyd magad, Rock and roller, Ha a dobos megengedné

Keresztes Ildikó a Várlak c. dalt 2008-ban a Minden ami szép volt c. albumára, a Szabad vagyok c. dalt pedig 2010-ben, a Csak játszom c. lemezére énekelte fel.

## Rock and roller a Csík zenekarral (2012)
2012-ben a Sziget Fesztiválon Kovács Kati a Csík zenekar és Presser Gábor kíséretében adta elő a Rock and roller c. dalt.
A feldolgozás stúdiófelvételként is elkészült, melyet az alkotók ingyenesen tettek közzé az interneten.

## Dalok
| - A 1. Rock and roller (Presser Gábor) 2. Maradj még (Somló Tamás–Adamis Anna) 3. Szólj rám, ha hangosan énekelek (Presser Gábor–Adamis Anna) 4. Sorsom (Presser Gábor–Adamis Anna) 5. Várlak (Presser Gábor) | - B 1. Tanítsd meg a gyerekeket (Barta Tamás–Adamis Anna) 2. Szabad vagyok (Barta Tamás–Adamis Anna) 3. Télutó (Barta Tamás–Adamis Anna) 4. Szendvicsfiú (Barta Tamás–Adamis Anna) 5. Az eső és én (Somló Tamás–Adamis Anna) |

## Közreműködők
- Kovács Kati
- Locomotiv GT
  - Presser Gábor
  - Barta Tamás
  - Somló Tamás
  - Laux József
- Adamis Anna

### Vendégzenészek
- Shango Rey Dely
- Ungár István
- Gábor István
- Csiba Lajos
- Szokolázs József
- Pete László
- a MÁV Szimfonikusok vonóskara, vezényel: Balassa P. Tamás

## Televízió

### Slágerszerviz
A lemezből és az LGT Bummm! című albumából közös tv-show készült a Slágerszerviz című sorozatban, melyet 1974. június 8-án sugároztak az MTV1-en, 17:25-kor. (Ismétlés: 1974. július 16. MTV 2. műsor, 20:15.)
A bemutatott dalok:
1. LGT: Ő még csak most 14
2. Kovács Kati: Az eső és én
3. Kovács Kati: Tanítsd meg a gyerekeket
4. LGT: Vallomás
5. Kovács Kati: Sorsom
6. LGT: Visszamegyek a falumba
7. Kovács Kati: Rock and roller
8. LGT: Miénk itt a tér

### Szabó Gábor
Szabó Gáborról, az USA-ban élt magyar gitárosról készült tv-filmben elhangzott Az eső és én című dal, az alábbi zenészek kíséretében:
Szabó Gábor (gitár)
Pege Aladár (nagybőgő, basszusgitár)
Másik János (elektromos zongora)
Kőszegi Imre (dobok, kongák)
Dely István (kongák)

### Rock and roller
A Rock and roller című dalt az énekesnő többször is előadta a televízióban az alábbi műsorokban:
- Pepita Parádé (1974 december)
- Táncoljunk! (szilveszteri-újévi könnyűzenei műsor, 1975. január 1.)
- Kiment a ház az ablakon (gyereknapi vegyes műsor, 1975. május 25., a klipben feltűnik a Locomotiv GT is.)[4]

### Ismerős hangok
Kovács Kati és Varga József közös műsorában elhangzik a Sorsom című dal.

### Egyéb Kovács Kati–LGT közös produkciók
1976 Közel a naphoz (album)
1976 Rock and roller (válogatásalbum)
1979 Presser Gábor szerzői estje a Magyar Rádióban (Szólj rám, ha hangosan énekelek, Várlak, Rock and roller)
1980 Ennyi kell (Kojak Budapesten című film zenéje)
1980 Pop-Meccs Gála (Ha a dobos megengedné, Rock and roller)
1982 Játssz még! (Kovács Kati és Sztevanovity Zorán duettje, kísér Presser Gábor, Solti János, Tóth Tamás))
1987 Kérlek, fogadd el Kovács Kati és Karácsony János duettje)
1991 Várj, míg felkel majd a nap (km. Kovács Kati, Presser Gábor, Karácsony János, Katona Klári, Zorán, Demjén Ferenc, Lerch István)
1996 Mindenki (Volt 1×1 zenekar című film)
2008 Szólj rám, ha hangosan énekelek (MTV Icon LGT)
2012: Rock and roller (Sziget Fesztivál, kísér a Csík zenekar és Presser Gábor – csörgődob)